# Campeonato Baiano de Futebol de 1999
O Campeonato Baiano de Futebol de 1999 foi a 95.ª edição da competição de futebol profissional disputada no estado da Bahia. Foi, provavelmente, o mais polêmico Baianão de todos os tempos por terem sido declarados dois clubes como campeões do certame.
O Vitória tinha o direito de escolher o campo em que disputaria a partida de volta da decisão do campeonato, mas o Bahia, numa ação judicial, conseguiu fazer com que as duas partidas fossem disputadas na Fonte Nova, estádio do governo estadual, sem o consentimento do rival. Assim, no dia da segunda partida, cada time foi para um estádio, ambos celebraram W.O. e se consideraram campeões.
Em dezembro de 2002, a Federação Baiana declarou que nenhum dos clubes tinha direito ao título, mas voltou atrás e, em 2005, as duas agremiações foram consideradas campeãs.

## Regulamento
O campeonato foi dividido em dois turnos. No primeiro turno, dois grupos de cinco seriam sorteados e os integrantes de cada grupo enfrentariam os do outro, em jogos apenas de ida. Os dois melhores classificados de cada grupo avançariam às semifinais para que se decidisse quais times disputariam o título do turno.
O segundo turno seria quase idêntico ao primeiro. Apenas uma mudança: os clubes enfrentariam os integrantes do seu próprio grupo.
O campeão de cada turno decidiriam o título também em jogos de ida e volta.

## Equipes
- Alagoinhas Atlético Clube
- Camaçari Futebol Clube
- Conquista Futebol Clube
- Cruzeiro Futebol Clube
- Esporte Clube Bahia
- Esporte Clube Poções
- Esporte Clube Vitória
- Esporte Clube Ypiranga
- Galícia Esporte Clube
- Juazeiro Social Club

## Primeiro Turno

### Fase de Grupos
Grupo A
| Classificação - Primeiro Turno - Grupo A | Classificação - Primeiro Turno - Grupo A | Classificação - Primeiro Turno - Grupo A | Classificação - Primeiro Turno - Grupo A | Classificação - Primeiro Turno - Grupo A | Classificação - Primeiro Turno - Grupo A | Classificação - Primeiro Turno - Grupo A | Classificação - Primeiro Turno - Grupo A | Classificação - Primeiro Turno - Grupo A | Classificação - Primeiro Turno - Grupo A |
| Time                                     | Time                                     | PG                                       | J                                        | V                                        | E                                        | D                                        | GP                                       | GC                                       | SG                                       |
| ---------------------------------------- | ---------------------------------------- | ---------------------------------------- | ---------------------------------------- | ---------------------------------------- | ---------------------------------------- | ---------------------------------------- | ---------------------------------------- | ---------------------------------------- | ---------------------------------------- |
| 1                                        | Bahia                                    | 10                                       | 5                                        | 3                                        | 1                                        | 1                                        | 12                                       | 3                                        | 9                                        |
| 2                                        | Juazeiro...                              | 8                                        | 5                                        | 2                                        | 2                                        | 1                                        | 8                                        | 7                                        | 1                                        |
| 3                                        | Poções                                   | 7                                        | 5                                        | 2                                        | 1                                        | 2                                        | 5                                        | 5                                        | 0                                        |
| 4                                        | Ypiranga                                 | 3                                        | 5                                        | 1                                        | 0                                        | 4                                        | 1                                        | 10                                       | -9                                       |
| 5                                        | Cruzeiro-BA                              | 3                                        | 5                                        | 0                                        | 3                                        | 2                                        | 8                                        | 10                                       | -2                                       |

Grupo B
| Classificação - Primeiro Turno - Grupo B | Classificação - Primeiro Turno - Grupo B | Classificação - Primeiro Turno - Grupo B | Classificação - Primeiro Turno - Grupo B | Classificação - Primeiro Turno - Grupo B | Classificação - Primeiro Turno - Grupo B | Classificação - Primeiro Turno - Grupo B | Classificação - Primeiro Turno - Grupo B | Classificação - Primeiro Turno - Grupo B | Classificação - Primeiro Turno - Grupo B |
| Time                                     | Time                                     | PG                                       | J                                        | V                                        | E                                        | D                                        | GP                                       | GC                                       | SG                                       |
| ---------------------------------------- | ---------------------------------------- | ---------------------------------------- | ---------------------------------------- | ---------------------------------------- | ---------------------------------------- | ---------------------------------------- | ---------------------------------------- | ---------------------------------------- | ---------------------------------------- |
| 1                                        | Vitória                                  | 11                                       | 5                                        | 3                                        | 2                                        | 0                                        | 10                                       | 4                                        | 6                                        |
| 2                                        | Conquista                                | 11                                       | 5                                        | 3                                        | 2                                        | 0                                        | 8                                        | 3                                        | 5                                        |
| 3                                        | Atlético de Alagoinhas                   | 6                                        | 5                                        | 2                                        | 0                                        | 3                                        | 5                                        | 8                                        | -3                                       |
| 4                                        | Galícia                                  | 5                                        | 5                                        | 1                                        | 2                                        | 2                                        | 5                                        | 8                                        | -3                                       |
| 5                                        | Camaçari                                 | 4                                        | 5                                        | 1                                        | 1                                        | 3                                        | 7                                        | 11                                       | -4                                       |

### Fase Final
|  | Semifinais | Semifinais | Semifinais | Semifinais |   |   | Final | Final | Final | Final |
|  |            |            |            |            |   |   |       |       |       |       |
|  | 1          | Vitória    | 5          | 6          |   |   |       |       |       |       |
|  | 4          | Conquista  | 2          | 0          |   |   |       |       |       |       |
|  |            |            |            |            |   | 2 | Bahia | 1     | 1     |       |
|  |            | 1          | Vitória    | 1          | 0 |   |       |       |       |       |
|  | 2          | Bahia      | 3          | 1          |   |   |       |       |       |       |
|  | 3          | Juazeiro   | 0          | 1          |   |   |       |       |       |       |

| Campeão do Primeiro Turno |
| ------------------------- |
| Bahia                     |

## Segundo Turno

### Fase de Grupos
Grupo A
| Classificação - Segundo Turno - Grupo A | Classificação - Segundo Turno - Grupo A | Classificação - Segundo Turno - Grupo A | Classificação - Segundo Turno - Grupo A | Classificação - Segundo Turno - Grupo A | Classificação - Segundo Turno - Grupo A | Classificação - Segundo Turno - Grupo A | Classificação - Segundo Turno - Grupo A | Classificação - Segundo Turno - Grupo A | Classificação - Segundo Turno - Grupo A |
| Time                                    | Time                                    | PG                                      | J                                       | V                                       | E                                       | D                                       | GP                                      | GC                                      | SG                                      |
| --------------------------------------- | --------------------------------------- | --------------------------------------- | --------------------------------------- | --------------------------------------- | --------------------------------------- | --------------------------------------- | --------------------------------------- | --------------------------------------- | --------------------------------------- |
| 1                                       | Bahia                                   | 9                                       | 4                                       | 3                                       | 0                                       | 1                                       | 8                                       | 4                                       | 4                                       |
| 2                                       | Poções                                  | 8                                       | 4                                       | 2                                       | 2                                       | 0                                       | 4                                       | 2                                       | 2                                       |
| 3                                       | Juazeiro                                | 6                                       | 4                                       | 2                                       | 0                                       | 2                                       | 8                                       | 4                                       | 4                                       |
| 4                                       | Cruzeiro-BA                             | 4                                       | 4                                       | 1                                       | 1                                       | 2                                       | 5                                       | 8                                       | -3                                      |
| 5                                       | Ypiranga...                             | 1                                       | 4                                       | 0                                       | 1                                       | 3                                       | 4                                       | 11                                      | -7                                      |

Grupo B
| Classificação - Segundo Turno - Grupo B | Classificação - Segundo Turno - Grupo B | Classificação - Segundo Turno - Grupo B | Classificação - Segundo Turno - Grupo B | Classificação - Segundo Turno - Grupo B | Classificação - Segundo Turno - Grupo B | Classificação - Segundo Turno - Grupo B | Classificação - Segundo Turno - Grupo B | Classificação - Segundo Turno - Grupo B | Classificação - Segundo Turno - Grupo B |
| Time                                    | Time                                    | PG                                      | J                                       | V                                       | E                                       | D                                       | GP                                      | GC                                      | SG                                      |
| --------------------------------------- | --------------------------------------- | --------------------------------------- | --------------------------------------- | --------------------------------------- | --------------------------------------- | --------------------------------------- | --------------------------------------- | --------------------------------------- | --------------------------------------- |
| 1                                       | Vitória                                 | 10                                      | 4                                       | 3                                       | 1                                       | 0                                       | 10                                      | 0                                       | 10                                      |
| 2                                       | Camaçari                                | 7                                       | 4                                       | 2                                       | 1                                       | 1                                       | 9                                       | 6                                       | 3                                       |
| 3                                       | Conquista                               | 5                                       | 4                                       | 1                                       | 2                                       | 1                                       | 5                                       | 8                                       | -3                                      |
| 4                                       | Atlético de Alagoinhas                  | 2                                       | 4                                       | 0                                       | 2                                       | 2                                       | 2                                       | 6                                       | -4                                      |
| 5                                       | Galícia                                 | 2                                       | 4                                       | 0                                       | 2                                       | 2                                       | 3                                       | 9                                       | -6                                      |

### Fase Final
|  | Semifinais | Semifinais | Semifinais | Semifinais |   |   | Final | Final | Final | Final |
|  |            |            |            |            |   |   |       |       |       |       |
|  | 1          | Vitória    | 2          | 1          |   |   |       |       |       |       |
|  | 3          | Poções     | 1          | 0          |   |   |       |       |       |       |
|  |            |            |            |            |   | 2 | Bahia | 1     | 1     |       |
|  |            | 1          | Vitória    | 1          | 2 |   |       |       |       |       |
|  | 2          | Bahia      | 3          | 1          |   |   |       |       |       |       |
|  | 4          | Camaçari   | 2          | 1          |   |   |       |       |       |       |

| Campeão do Segundo Turno |
| ------------------------ |
| Vitória                  |

## Final
|         | Placar |         |
| ------- | ------ | ------- |
| Bahia   | 2-0    | Vitória |
| Vitória | -      | Bahia   |

- Segunda partida não disputada.

| Campeão Baiano de 1999 |
| ---------------------- |
| Bahia e Vitória        |